# Дачне селище
Дачне селище — тип населеного пункту, що складається з групи будинків індивідуальної побудови (дач), як правило, не призначених для постійного (всесезонного) проживання, розташованих на окремих (індивідуальних) ділянках. На відміну від садівничих товариств в дачних селищах виділяються ділянки призначені в першу чергу для житлового будівництва, а не для ведення сільського господарства.

## Історія
Дачні селища як самостійний тип поселень на території Російської імперії стали виникати під кінець так званого російського класицизму. Поява дачних селищ уздовж Петербурзького шосе під Москвою і в найближчих околицях Петербурга (Парголово, Єкатерингоф та інші), а також перетворення передмість при імператорських резиденціях (Павловськ, Петергоф, Царське село, Гатчина, Оранієнбаум) в дачні поселення припало на розвиток романтизму.
У другій третині XIX століття з початком урбанізації та індустріалізації запрацювали фабрики і заводи, з'явилися прибуткові будинки. В літній сезон та вихідні хто міг собі довзволити намагався відправити сім'ї за межі забруднених міст. З розвитком залізниць дачі рохпочали будувати і подалі від міст.
Якщо спочатку заміський відпочинок на власній дачі був доступний в основному невеличкому прошарку заможних людей, то до кінця XIX століття він став масовим явищем. Це призвело до виникнення такого явища, як «дачна місцевість», які масово стали виникати навколо великих міст Російської імперії. Для позначення заміського маєтку міщанина також широко застосовувався термін «займанщина» (частіше в Сибіру і на півночі європейської частини), проте між займанщиною і дачею існувало одна принципова відмінність — на займанщині здійснювалася виробнича діяльність, а дача використовувалася виключно для відпочинку.
Спочатку дачні селища росли досить хаотично без особливих регламентів, то йшли суцільною масою,розділялися полянами і гаями, між ними утворювалися проїзди і проходи. Коли кількість дачних поселень стала зростати, земства розпочали розробляти плани та проєкти забудови, з поділом на квартали з обов'язковою визначеною шириною доріг, щоб забезпечити проїзд з метою витримки вимог пожежної безпеки, оскільки дачі були дерев'яними і часто горіли.
Перетворення навколишніх поселень в дачні місцевості відбувалося не повсюдно, а там, де були хороші умови для відпочинку: транспортна доступність, наявність місць для купання та риболовлі, лісів для збору ягід, грибів та шишок, сприятливого мікроклімату, а також мінімально допустимого рівня комфорту.
Дачні селища, як нові типи поселень, утворювалися з безлічі міні-садиб, організованих за принципами міського планування. Ці нові поселення будувалися на основі міської вуличної мережі, як правило, регулярної. Розміщення будинку зумовлене не тільки ландшафтними особливостями ділянки, його розмірами, конфігурацією, але і трасуванням вулиць. Безліч дачних селищ навколо великих міст і, зокрема, навколо Москви формували своєрідний «дачний пояс», який зберігає унікальність і неповторність кожного дачного містечка. Поява дачних селищ (а також дач в існуючих приміських селах) сприяла поширенню міського способу життя на навколишні села.
Найбільші дачні селища з часом переставали бути виключно поселенням дачників, перетворюючись на повноцінні багатофункціональні селища з цілорічними мешканцями. У них починала розвиватися промисловість, що ще сильніше сприяло їх розвитку.
Після жовтневого перевороту відбулася передача експропрійованих у буржуазії дачних садиб державним, громадським організаціям (дитячим будинкам, інтернатам, санаторіям, різним громадським об'єднанням), а також представникам партійної і бюрократичної номенклатури. В країні дачне життя, як фрагмент міської культури, для широких мас городян на певний час завмирає. Однак з приходом НЕПу знову відроджується. Міщанам за межею міста починають виділятися неосвоєні земельні наділи. У післявоєнний період закріплюються дві основні організаційно правові форми будівництва дачного житла міщан — садівничі товариства і дачні кооперативи.
Починаючи з 1983 року населені пункти окремих республік СРСР, які мають категорію «дачні селища», почали статистично враховувати як селища міського типу, їх населення як міське, а дачні селищні ради були виключені з переліку сільських рад.
З 1988 року стало дозволено заміське будівництво, як за типовими, так і за індивідуальними проектами, але в суворій відповідності зі схемою забудови території колективного поселення.
29 квітня 2015 року Кабінетом Міністрів України прийнято постанову «Про затвердження Порядку переведення дачних і садових будинків, що відповідають державним будівельним нормам, у жилі будинки», згідно якої дачним будинкам надався статут житлових будинків, їх мешканці могли реєструвати там місце проживання, а дачні селища перетворювалися у постійні поселення та входили до складу інших населених пунктів у якості кварталів, мікрорайонів та масивів.